# Rosengröppa
Rosengröppa (Odonticium septocystidia) är en svampart som först beskrevs av Edward Angus Burt, och fick sitt nu gällande namn av Zmitr. & Spirin 2006. Odonticium septocystidia ingår i släktet Odonticium, klassen Agaricomycetes, divisionen basidiesvampar och riket svampar.   Inga underarter finns listade i Catalogue of Life.
I den svenska databasen Dyntaxa används istället namnet Candelabrochaete septocystidia för samma taxon.  Arten är reproducerande i Sverige.